# Aneuretus simoni
Aneuretus simoni é uma espécie de formiga da família Formicidae. É monotípica no género Aneuretus.

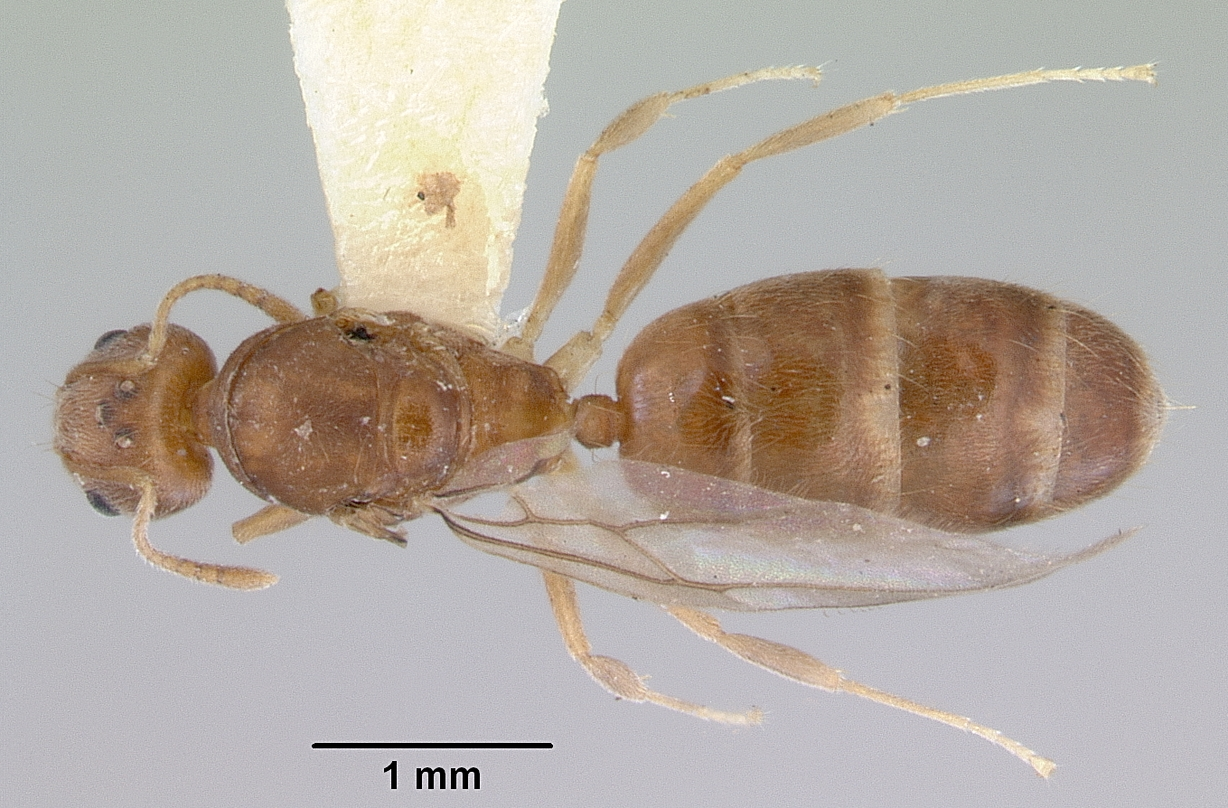
Uma rainha com asas

É endémica do Sri Lanka.